# Футбол на літніх Олімпійських іграх 1960
Олімпійський футбольний турнір 1960 (26 серпня — 10 вересня 1960) — футбольні змагання, що відбулися в рамках XVII Літніх Олімпійських ігор на стадіонах семи італійських міст (Рим, Флоренція, Ліворно, Пескара, Л'Аквіла, Неаполь та Гроссето). У турнірі взяли участь 16 збірних з чотирьох конфедерацій, які сформували на першому етапі 4 групи по 4 команди. До наступного етапу виходили лише переможці груп, які склали півфінальні пари. Переможцем турніру стала збірна Югославії, яка від початку вважалася одним з фаворитів (переможець минулої Олімпіади, збірна СРСР, участі у цих Іграх взагалі не брала). Срібні нагороди здобули данці, бронзові — угорці, а господарі турніру, італійці, посіли лише четверте місце. Цей титул став для югославів першим з часів проведення новітніх Олімпійських ігор.

## Місця проведення

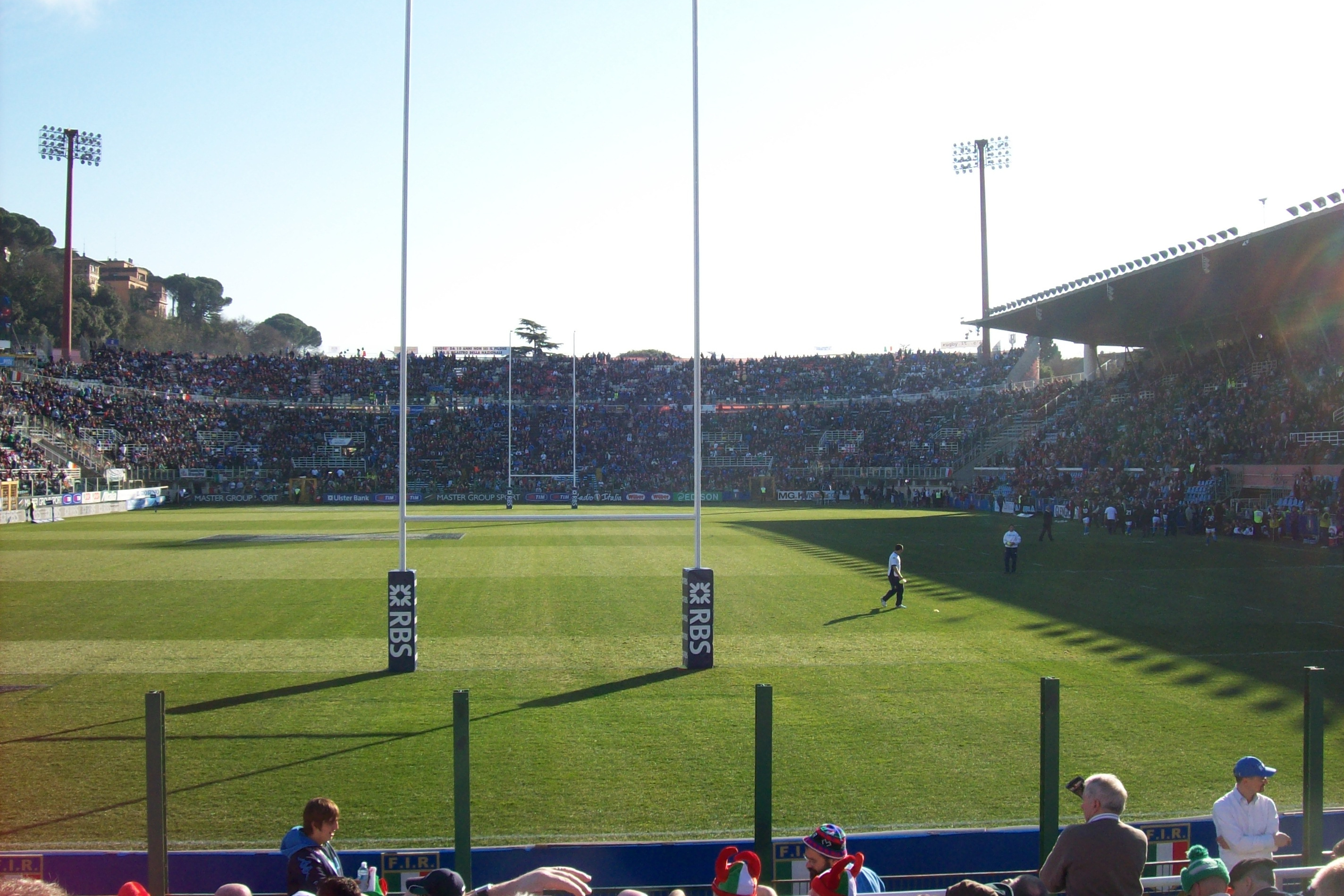
«Фламініо», Рим
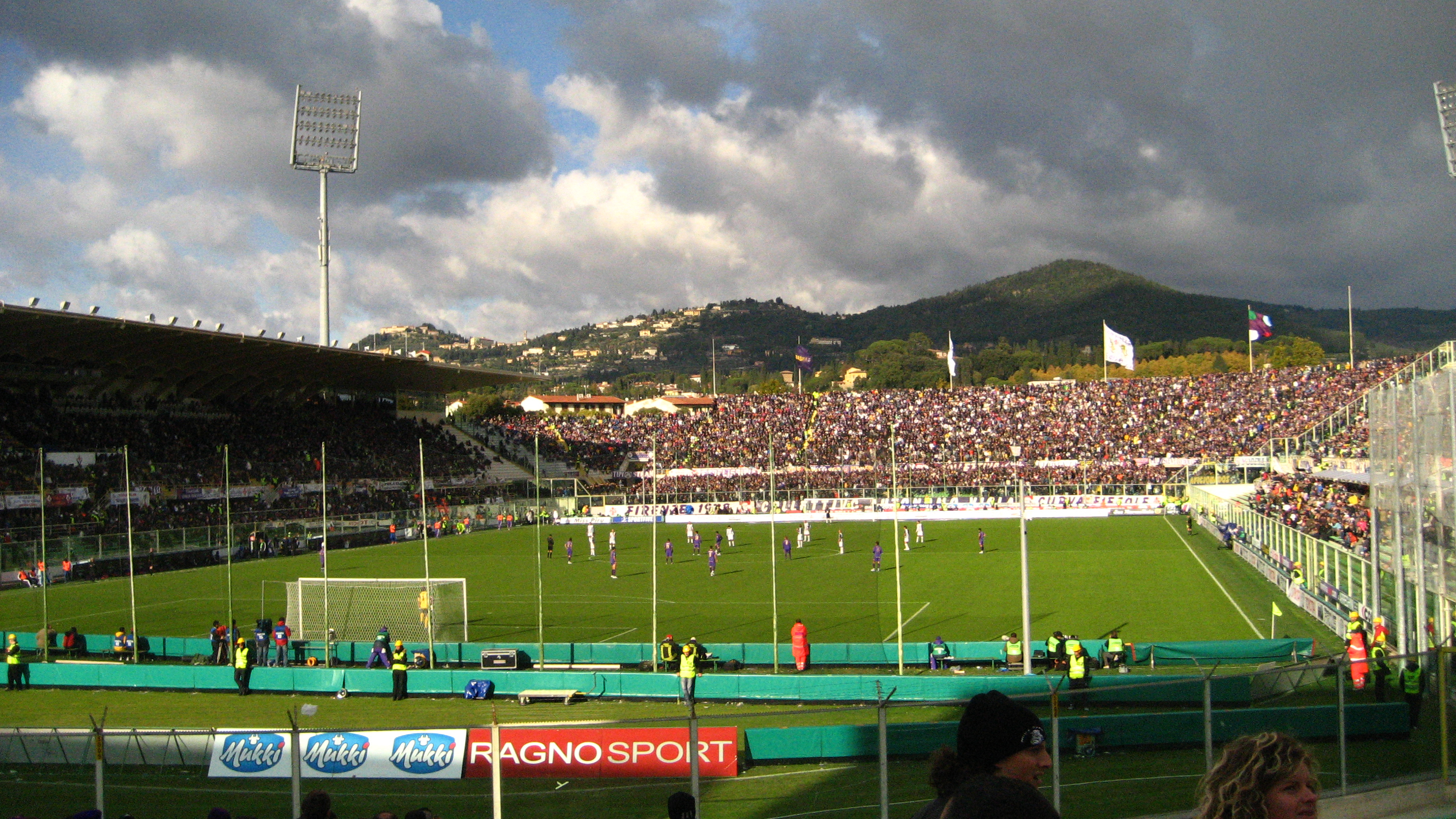
«Комунале», Флоренція
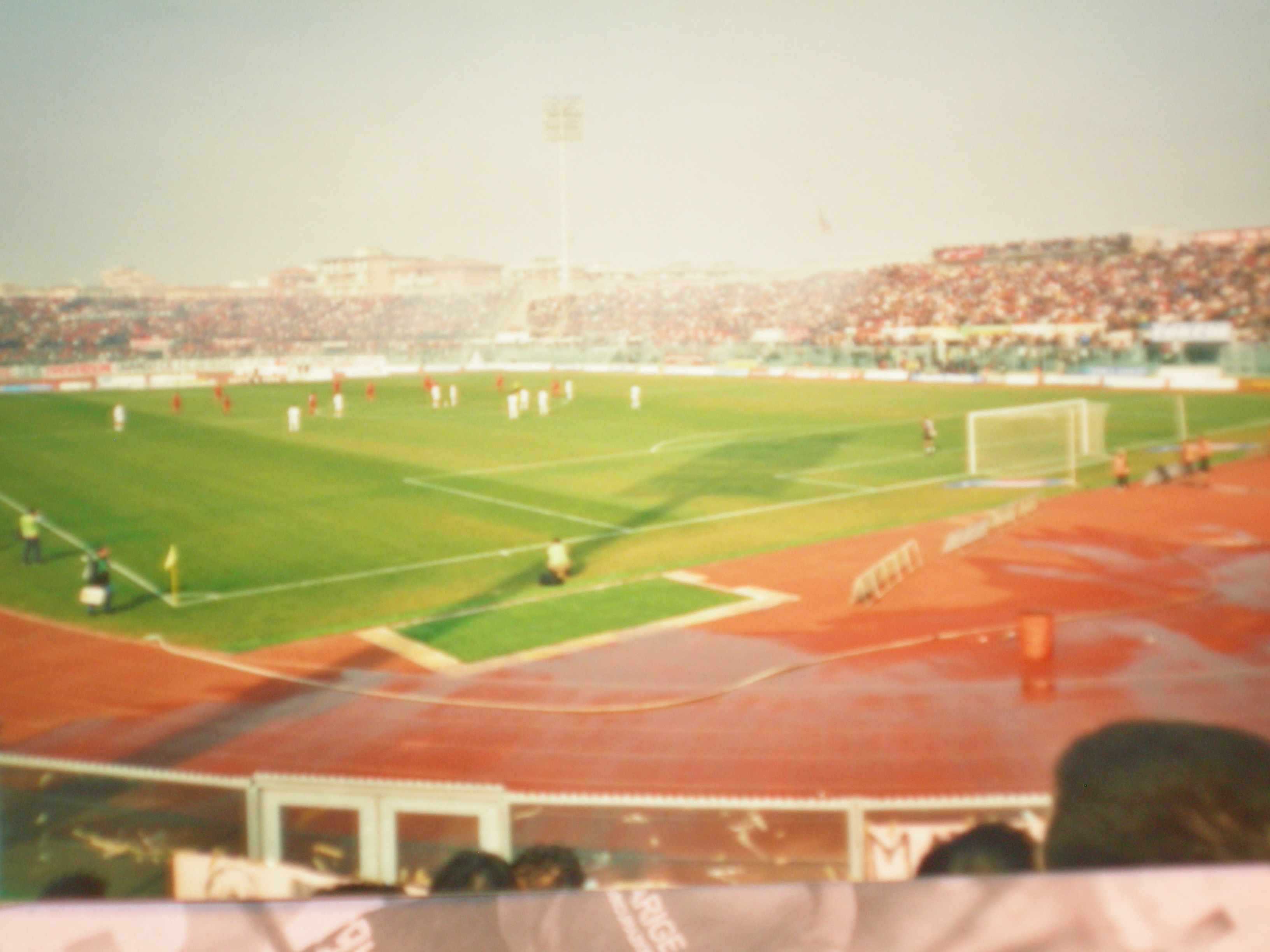
«Арденца», Ліворно
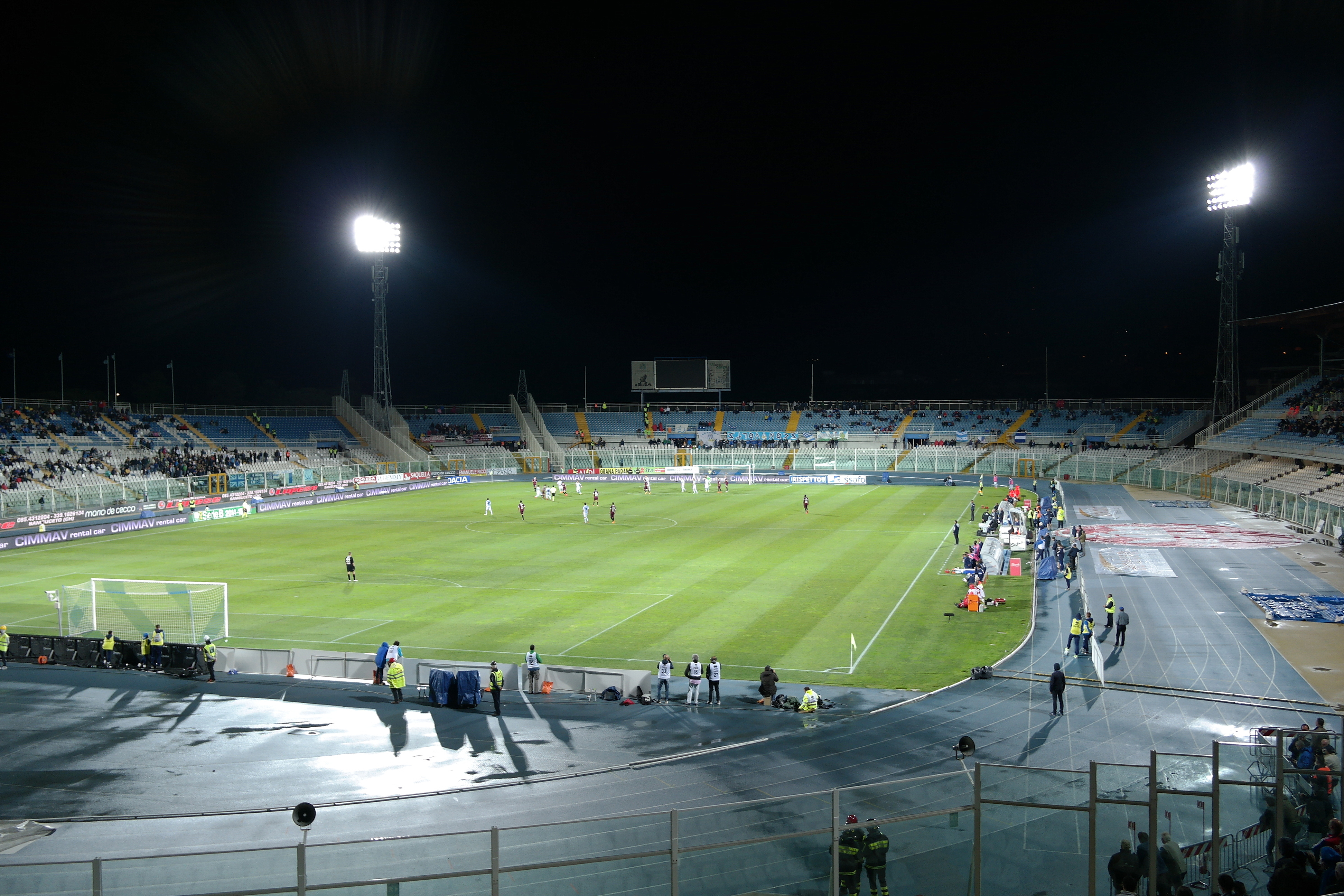
«Стадіо Адріатіко», Пескара
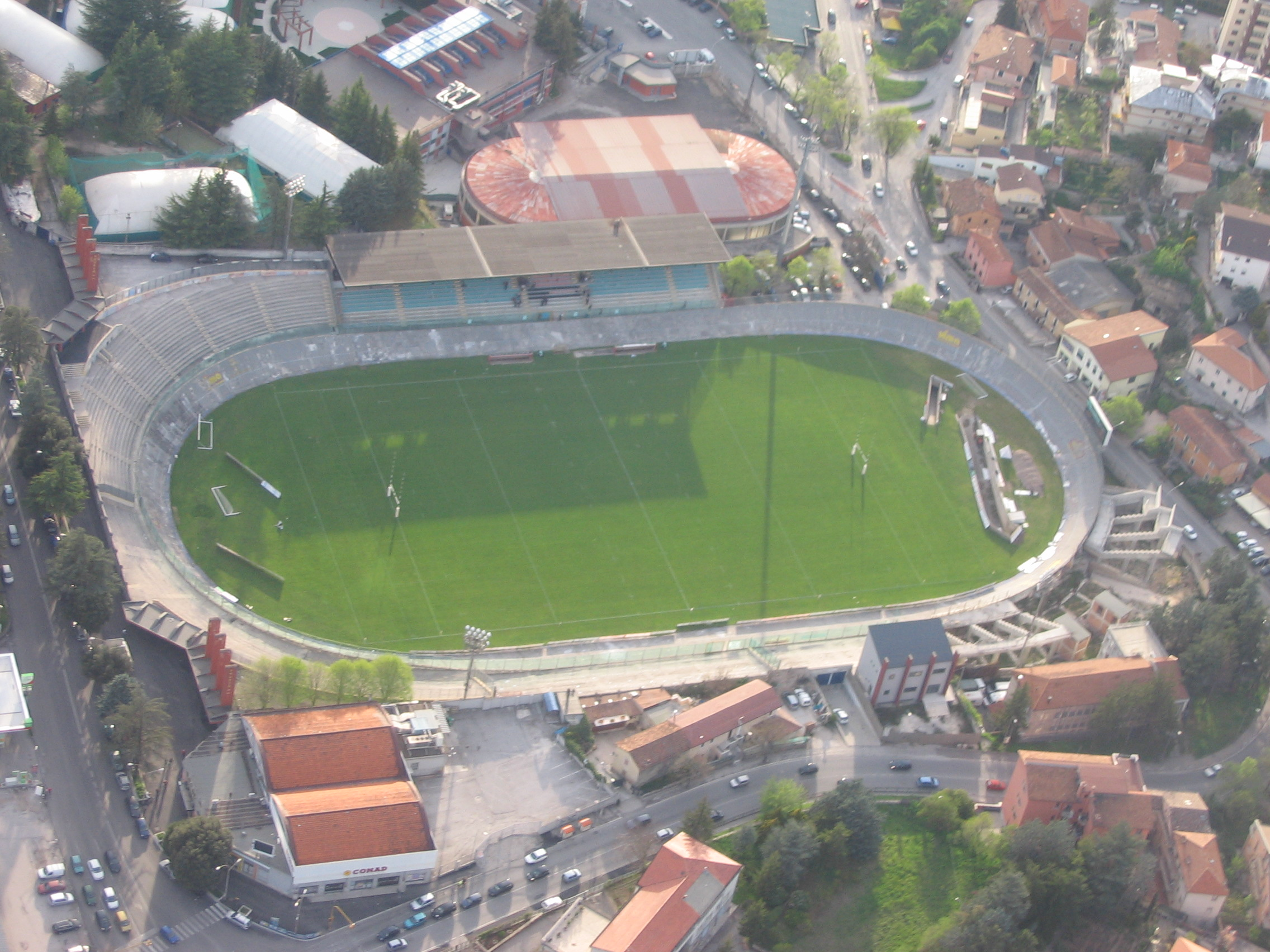
«Томмазо Фатторі», Л'Аквіла
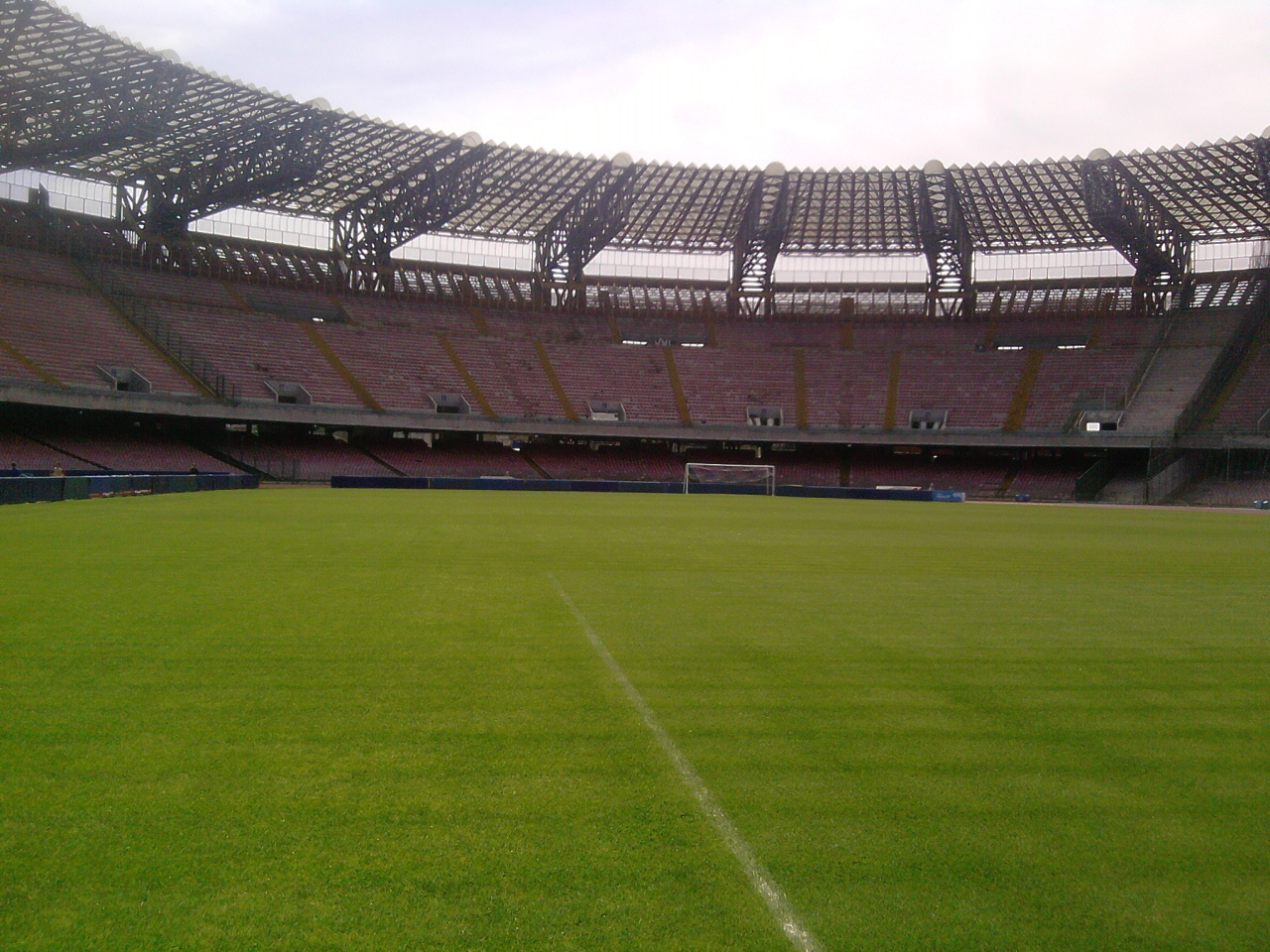
«Фуорігротта», Неаполь
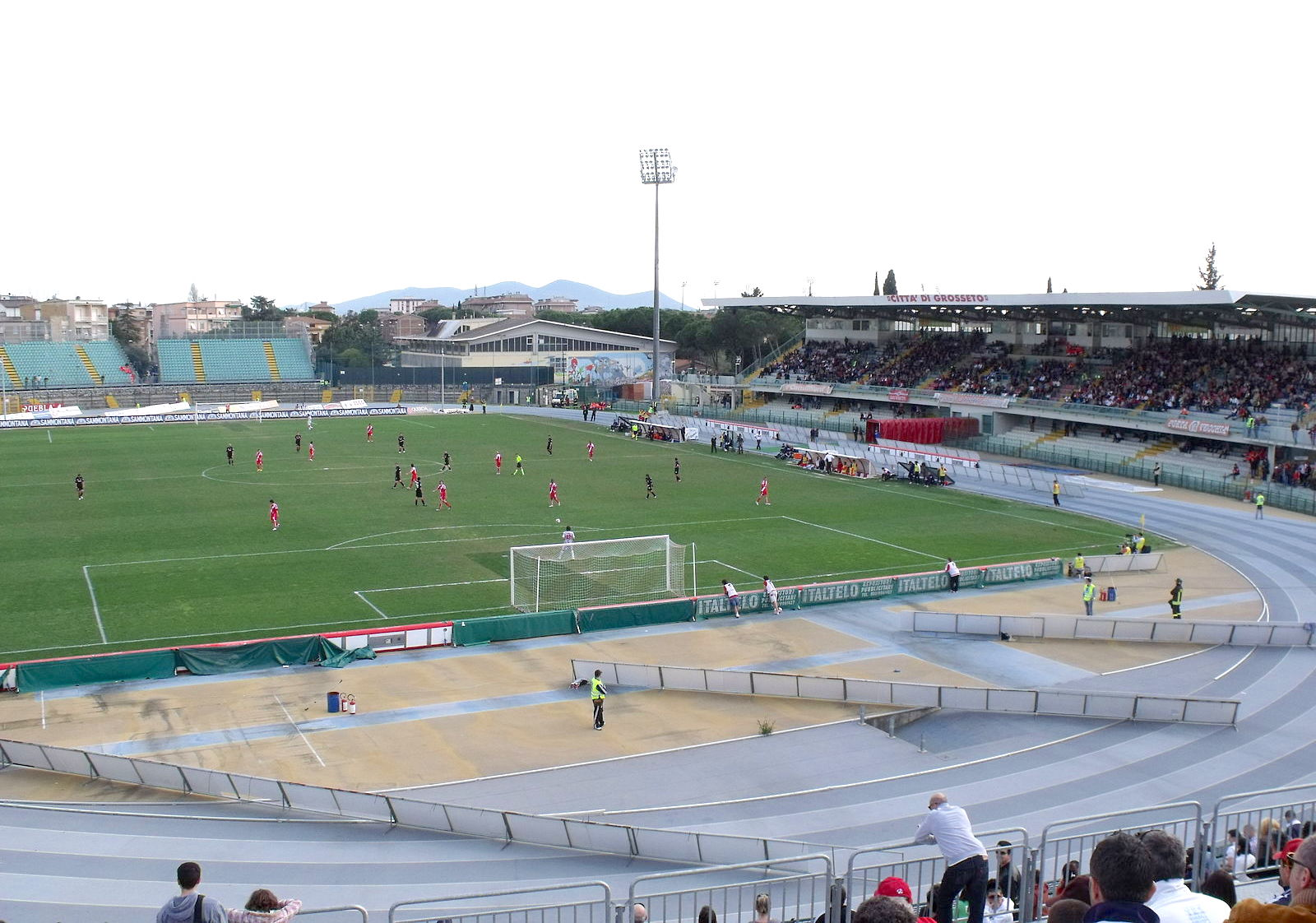
«Олімпіко Комунале», Гроссето

## Учасники змагань
| Група А   | Група B         | Група C   | Група D  |
| --------- | --------------- | --------- | -------- |
| Югославія | Італія          | Данія     | Угорщина |
| Болгарія  | Бразилія        | Аргентина | Франція  |
| ОАР       | Велика Британія | Польща    | Перу     |
| Туреччина | Китайська Респ. | Туніс     | Індія    |

## Перший раунд

### Група А
| Команда   | М | В | Н | П | ЗМ | ПМ | +/- | О |
| --------- | - | - | - | - | -- | -- | --- | - |
| Югославія | 3 | 2 | 1 | 0 | 13 | 4  | +9  | 5 |
| Болгарія  | 3 | 2 | 1 | 0 | 8  | 3  | +5  | 5 |
| ОАР       | 3 | 0 | 1 | 2 | 4  | 11 | −7  | 1 |
| Туреччина | 3 | 0 | 1 | 2 | 3  | 10 | −7  | 1 |

| 26 серпня 1960 21:00 |

| Болгарія                  | 3 — 0    | Туреччина |
| ------------------------- | -------- | --------- |
| Дієв 13', 58' Хрістов 67' | Протокол |           |

| «Олімпіко Комунале», Гроссето Суддя: Чезаре Йонні Глядачі: 3,760 |

| 26 серпня 1960 21:00 |

| Югославія                                                      | 6 — 1    | ОАР       |
| -------------------------------------------------------------- | -------- | --------- |
| Ріфаї 3' (авт.) Ґаліч 30' (пен.) Костіч 32', 61', 63' Кнеж 49' | Протокол | Аттіа 72' |

| «Адріатіка», Пескара Суддя: Реджинальд Ліф Глядачі: 9,211 |

| 29 серпня 1960 16:00 |

| Болгарія              | 2 — 0    | ОАР |
| --------------------- | -------- | --- |
| Найденов 42' Дієв 88' | Протокол |     |

| «Томмазо Фатторі», Л'Аквіла Суддя: Лео Хельге Глядачів: 1,634 |

| 29 серпня 1960 16:00 |

| Югославія                          | 4 — 0    | Туреччина |
| ---------------------------------- | -------- | --------- |
| Костіч 10', 89' Ґаліч 46' Кнез 61' | Протокол |           |

| «Комунале», Флоренція Суддя: Вінченцо Орландіні Глядачі:1,858 |

| 1 вересня 1960 21:00 |

| ОАР                      | 3 — 3    | Туреччина                          |
| ------------------------ | -------- | ---------------------------------- |
| Аттіа 10' Коттб 58', 65' | Протокол | Тахран 15' Кьокен 30' Ялчінкая 69' |

| «Арденца», Ліворно Суддя: Люсьєн ван Нюффель Глядачі: 602 |

| 1 вересня 1960 21:00 |

| Югославія           | 3 — 3    | Болгарія                      |
| ------------------- | -------- | ----------------------------- |
| Ґаліч 50', 57', 69' | Протокол | Ковачев 59' Дебарскі 81', 89' |

| «Фламініо», Рим Суддя: Чезаре Йонні Глядачі: 7,994 |

### Група B
| Команда              | М | В | Н | П | ЗМ | ПМ | +/- | О |
| -------------------- | - | - | - | - | -- | -- | --- | - |
| Італія               | 3 | 2 | 1 | 0 | 9  | 4  | +5  | 5 |
| Бразилія             | 3 | 2 | 0 | 1 | 10 | 6  | +4  | 4 |
| Велика Британія      | 3 | 1 | 1 | 1 | 8  | 8  | 0   | 3 |
| Китайська Республіка | 3 | 0 | 0 | 3 | 3  | 12 | −9  | 0 |

| 26 серпня 1960 12:00 |

| Бразилія                              | 4 — 3    | Велика Британія          |
| ------------------------------------- | -------- | ------------------------ |
| Жерсон 2' Шина 61', 72' Вандерлей 64' | Протокол | Браун 32', 87' Льюїс 47' |

| «Арденца», Ліворно Суддя: Йозеф Кандльбіндер |

| 26 серпня 1960 21:00 |

| Італія                                   | 4 — 1    | Китайська Республіка |
| ---------------------------------------- | -------- | -------------------- |
| Рівера 10', 33' Фанелло 49' Томеацці 67' | Протокол | Чун Ва Мок 29'       |

| «Фуорігротта», Неаполь Суддя: Лео Хельґе Глядачі: 36,092 |

| 29 серпня 1960 16:00 |

| Бразилія                                   | 5 — 0    | Китайська Республіка |
| ------------------------------------------ | -------- | -------------------- |
| Жерсон 13', 16', 47' Роберто Діас 73', 87' | Протокол |                      |

| «Фламініо», Рим Суддя: Е. Ерліх Глядачі: 6,367 |

| 29 серпня 1960 13:00 |

| Італія           | 2 — 2    | Велика Британія     |
| ---------------- | -------- | ------------------- |
| Россано 11', 55' | Протокол | Браун 23' Гасті 75' |

| «Фламініо», Рим Суддя: Люсьєн ван Нюффель |

| 1 вересня 1960 21:00 |

| Італія                      | 3 — 1    | Бразилія  |
| --------------------------- | -------- | --------- |
| Рівера 69' Россано 70', 86' | Протокол | Валдір 4' |

| «Комунале», Флоренція Суддя: П'єр Швінте Глядачі: 24,903 |

| 1 вересня 1960 21:00 |

| Велика Британія               | 3 — 2    | Китайська Республіка |
| ----------------------------- | -------- | -------------------- |
| Льюїс 35' Браун 58' Гасті 85' | Протокол | Чук Джін Ю 70', 88'  |

| «Олімпіко Комунале», Гроссето Суддя: Йозеф Кандльбіндер Глядачі: 779 |

### Група C
| Команда   | М | В | Н | П | ЗМ | ПМ | +/- | О |
| --------- | - | - | - | - | -- | -- | --- | - |
| Данія     | 3 | 3 | 0 | 0 | 8  | 4  | +4  | 6 |
| Аргентина | 3 | 2 | 0 | 1 | 6  | 4  | +2  | 4 |
| Польща    | 3 | 1 | 0 | 2 | 7  | 5  | +2  | 2 |
| Туніс     | 3 | 0 | 0 | 3 | 3  | 11 | −8  | 0 |

| 26 серпня 1960 21:00 |

| Данія                             | 3 — 2    | Аргентина               |
| --------------------------------- | -------- | ----------------------- |
| Сьоренсен 31' Г. Нільсен 46', 85' | Протокол | Оленьяк 20' Білардо 88' |

| «Фламініо», Рим Суддя: Франческо Ліверані Глядачі: 7,154 |

| 26 серпня 1960 16:00 |

| Польща                                  | 6 — 1    | Туніс     |
| --------------------------------------- | -------- | --------- |
| Поль 7', 40', 42', 84', 89' Хачорек 67' | Протокол | Керріт 3' |

| «Фламініо», Рим Суддя: Кончетто Ло Белло Глядачі: 5,873 |

| 29 серпня 1960 21:00 |

| Данія                       | 2 — 1    | Польща      |
| --------------------------- | -------- | ----------- |
| Г. Нільсен 15' Педерсен 86' | Протокол | Ґадецкі 62' |

| «Арденца», Ліворно Суддя: Кончетто Ло Белло Глядачі: 5,574 |

| 29 серпня 1960 21:00 |

| Аргентина        | 2 — 1    | Туніс      |
| ---------------- | -------- | ---------- |
| Оленьяк 15', 82' | Протокол | Керріт 25' |

| «Адріатіка», Пескара Referee: Іштван Жольт Глядачі: 4,605 |

| 1 вересня 1960 21:00 |

| Аргентина             | 2 — 0    | Польща |
| --------------------- | -------- | ------ |
| Оленьяк 38' Перес 55' | Протокол |        |

| «Фуорігротта», Неаполь Суддя: Сухлі Гаран Глядачі: 4,304 |

| 1 вересня 1960 16:00 |

| Данія                              | 3 — 1    | Туніс     |
| ---------------------------------- | -------- | --------- |
| Ф. Нільсен 24' Г. Нільсен 27', 88' | Протокол | Шеріф 48' |

| «Томмазо Фатторі», Л'Аквіла Суддя: Джуліо Кампанаті Глядачі: 1,204 |

### Група D
| Команда  | М | В | Н | П | ЗМ | ПМ | +/- | О |
| -------- | - | - | - | - | -- | -- | --- | - |
| Угорщина | 3 | 3 | 0 | 0 | 15 | 3  | +12 | 6 |
| Франція  | 3 | 1 | 1 | 1 | 3  | 9  | −6  | 3 |
| Перу     | 3 | 1 | 0 | 2 | 6  | 9  | −3  | 2 |
| Індія    | 3 | 0 | 1 | 2 | 3  | 6  | −3  | 1 |

| 26 серпня 1960 21:00 |

| Франція                 | 2 — 1    | Перу     |
| ----------------------- | -------- | -------- |
| Джамарчі 67' Кведек 90' | Протокол | Урібе 1' |

| «Комунале», Флоренція Суддя: Е. Ерліх Глядачі: 4,046 |

| 26 серпня 1960 16:00 |

| Угорщина                | 2 — 1    | Індія         |
| ----------------------- | -------- | ------------- |
| Ґьорьоч 23' Альберт 56' | Протокол | Баламаран 79' |

| «Томмазо Фатторі», Л'Аквіла Суддя: Бахрі Бен Саїд Глядачі: 4,118 |

| 29 серпня 1960 21:00 |

| Франція     | 1 — 1    | Індія        |
| ----------- | -------- | ------------ |
| Койнкон 82' | Протокол | Банерджі 71' |

| «Олімпіко Комунале», Гроссето Суддя: Раймонд Морґан Глядачі: 907 |

| 29 серпня 1960 21:00 |

| Угорщина                                               | 6 — 2    | Перу             |
| ------------------------------------------------------ | -------- | ---------------- |
| Альберт 17', 87' Ракоші 27' Ґьорьоч 33' Дунаї 46', 63' | Протокол | Рамірес 25', 79' |

| «Фуорігротта», Неаполь Суддя: П'єро Бонетто Глядачі: 8,068 |

| 1 вересня 1960 21:00 |

| Перу                       | 3 — 1    | Індія         |
| -------------------------- | -------- | ------------- |
| Нієрі 27', 53' Івасакі 85' | Протокол | Баламаран 88' |

| «Адріатіка», Пескара Суддя: Хуссейн Імам Глядачі: 1,673 |

| 1 вересня 1960 16:00 |

| Угорщина                                              | 7 — 0    | Франція |
| ----------------------------------------------------- | -------- | ------- |
| Альберт 12', 85' Ґьорьоч 34', 59', 77' Дунаї 41', 79' | Протокол |         |

| «Фламініо», Рим Суддя: Вінченцо Орландіні Глядачі: 5,238 |

## Півфінали
| 5 вересня 1960 21:00 |

| Італія        | 1 — 1    | Югославія  |
| ------------- | -------- | ---------- |
| Тумбурус 109' | Протокол | Ґаліч 107' |

| «Фуорігротта», Неаполь Суддя: Йозеф Кандльбіндер Глядачі: 16,568 |

| 6 вересня 1960 21:00 |

| Данія                      | 2 — 0    | Угорщина |
| -------------------------- | -------- | -------- |
| Г. Нільсен 19' Еноксен 81' | Протокол |          |

| «Фламініо», Рим Суддя: Реджинальд Ліф Глядачі: 14,273 |

## Матч за 3-тє місце
| 9 вересня 1960 21:00 |

| Угорщина           | 2 — 1    | Італія       |
| ------------------ | -------- | ------------ |
| Орос 32' Дунаї 69' | Протокол | Томеацці 84' |

| «Фламініо», Рим Суддя: Реджинальд Ліф Глядачі: 18,972 |

## Фінал
| Югославія | Данія |
| Благоє Відініч, Новак Роґанович, Фахрудін Юсуфі, Желько Перушич, Владімір Дуркович, Анте Жанетич, Андрія Анкович, Желько Матуш, Мілан Ґаліч, Томіслав Кнез, Борівоє Костіч | Генрі Фром, Поуль Андерсен, Поуль Єнсен, Бент Гансен, Ганс Крістіан Нільсен, Флемінґ Нільсен, Поуль Педерсен, Томмі Троельсен, Гаральд Нільсен, Геннінґ Еноксен, Йорґ Соренсен |

| 10 вересня 1960 21:00 |

| Югославія                     | 3 — 1    | Данія          |
| ----------------------------- | -------- | -------------- |
| Ґаліч 1' Матуш 11' Костіч 69' | Протокол | Ф. Нільсен 90' |

| «Фламініо», Рим Суддя: Кончетто Ло Белло Глядачі: 23,042 |

## Найкращі бомбардири
| М | Гравець         | Команда   | Голів |
| - | --------------- | --------- | ----- |
| 1 | Мілан Ґаліч     | Югославія | 7 (1) |
| 2 | Борівоє Костіч  | Югославія | 6     |
| 2 | Гаральд Нільсен | Данія     | 6     |
| 4 | Флоріан Альберт | Угорщина  | 5     |
| 4 | Янош Ґьорьоч    | Угорщина  | 5     |
| 4 | Янош Дунаї      | Угорщина  | 5     |
| 4 | Ернст Поль      | Польща    | 5     |

## Медалісти
| 2ге місце Данія | Переможець Олімпійського турніру Югославія 1ий титул | 3тє місце Угорщина |

| Місце | Збірна    | Склад |
| ----- | --------- | --- |
|       | Югославія | Андрія Анкович, Звонко Бего, Владімір Дуркович, Мілан Ґаліч, Фахрутдін Юсуфі, Томіслав Кнез, Борівоє Костіч, Александар Козліна, Душан Маравіч, Желько Матуш, Жарко Ніколіч, Желько Перушич, Новак Роґанович, Велімір Сомболац, Мілутін Шошкіч, Сільвестр Такач, Блаґоє Відініч, Анте Жанетич. Тренер Александар Тирнанич.            |
|       | Данія     | Поуль Андерсен, Йон Даніельсен, Геннінґ Еноксен, Генрі Фром, Ерік Ґордгойє, Бент Гансен, Йорґен Гансен, Геннінґ Гельбрандт, Поуль Єнсен, Бент Кроґ, Ерлінґ Лінде Ларсен, Поуль Мейєр, Флеммінґ Нільсен, Ганс Крістіан Нільсен, Гаральд Нільсен, Поуль Педерсен, Йорн Сьоренсен, Фінн Стеробо, Томмі Троельсен. Тренер Арне Сьоренсен. |
|       | Угорщина  | Флоріан Альберт, Єньо Дальнокі, Золтан Дудаш, Янош Дунаї, Лайош Фараґо, Янош Ґьорьоч, Ференц Ковач, Кальман Месьолі, Дежо Новак, Паль Орос, Ласло Паль, Тібор Паль, Дюла Ракоші, Імре Шаторі, Ерне Шоймоші, Анталь Сентміхаї, Ґабор Тьорьок, Паль Вархіді, Оскар Вілежаль. Тренери Лайош Бароті / Бела Волентік.                      |

## Залікові очки
| Югославія | Данія | Угорщина | Італія |
| --------- | ----- | -------- | ------ |
| 7         | 5     | 4        | 3      |